# Scoglio Unghia Marina
Lo scoglio Unghia Marina è un'isola dell'Italia, in Campania.